# Theofanie
Een theofanie (Oudgriekse: (ἡ) θεοφάνεια, theophaneia van: θεός, theos, "God" en φαίνεσθαι, phainesthai, "zich tonen", "verschijnen") is een zichtbare manifestatie van een godheid aan de mens. 

## Antieke oudheid

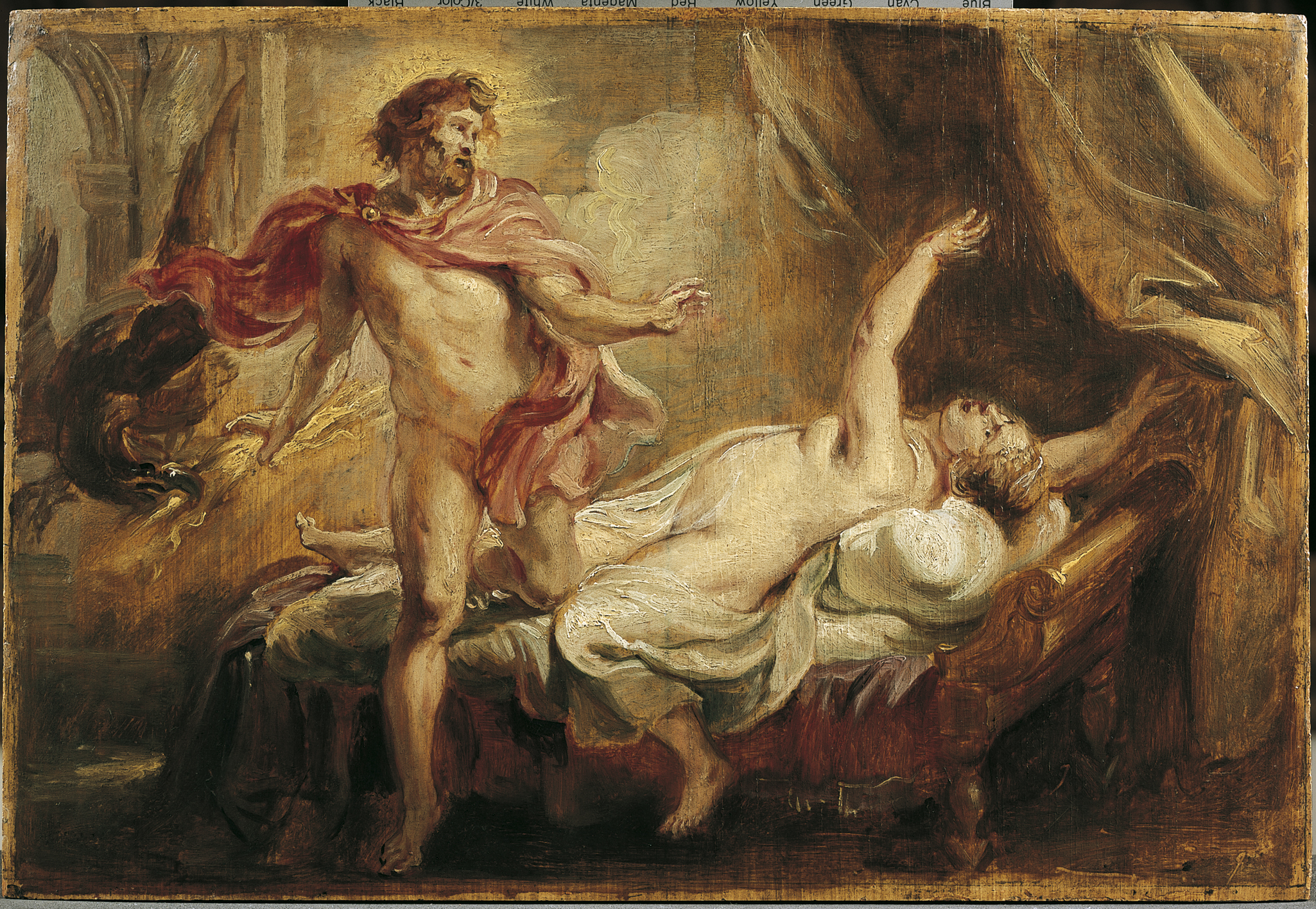
Jupiter en Semele, schilderij van Peter Paul Rubens

De term wordt o.a. gebruikt om te verwijzen naar een verschijning van de goden in Griekse mythologie die van het en Nabije Oosten. De Ilias is de vroegste bron in de Oudgriekse literatuur waarin een theofanie wordt beschreven, maar er wordt aangenomen dat de vroegste beschrijving van een theofanie voorkomt in het Gilgamesj-epos.
In het verhaal over Zeus en Semele trapte Zeus in een list van Hera en verscheen hij in zijn ware gedaante aan Semele. Toen hij in volle majesteit kwam, op zijn wagen met bliksem en donder, werd Semele door zijn gloed gedood.

## Hebreeuwse Bijbel
Volgens de Hebreeuwse Bijbel verscheen God aan de volgende personen:
- Adam (Genesis 3:8)
- Abraham (Genesis 17:1-4,9-10,15-16,22; Genesis 18:1-3,10)
- Hagar (Genesis 16:7-14)
- Jakob (Genesis 32:24-30)
- Mozes (Exodus 3:2-6; 34)
- Mozes, Aäron, Nadab en Abihu en zeventig oudsten van de Israëlieten (Exodus 24:9-11)
- Elia (1 Koningen 19:11-13)

In veel gevallen sprak God (ook of eerst) via een engel (regelmatig de engel van de Heer), maar wisselde dit met God zelf af. Een voorbeeld hiervan is het geval van Hagar, waarbij zij eerst met de engel van de Heer sprak, maar in het verloop van het verhaal met God zelf, waarbij zij Hem "een God van het zien" noemde (Genesis 16:7-14). In het verhaal van Mozes en het brandend braambos zag Mozes eerst de engel van de Heer, maar sprak hij daarna direct met God. Bij het ontvangen van de tien geboden glansde het gezicht van Mozes nadat hij met God had gesproken. Daarom deed hij elke keer een doek over zijn hoofd nadat hij met God had gesproken (Exodus 3:2-6; 34).

## Nieuwe Testament
Traditioneel wordt aangenomen dat de gedaanteverandering van Jezus (Matteüs 17:1–8, Marcus 9:2–8, Lucas 9:28–36) een theofanie was. Soms wordt aangenomen dat Jezus hiermee iets van zijn goddelijke aard laat zien, door van gedaante te veranderen. Zo wordt gezegd dat "zijn gezicht straalde als de zon", wat doet denken aan Mozes van wie het gezicht glansde als hij God had gezien. 
In het Nieuwe Testament staat dat God in een ontoegankelijk licht woont; "geen mens heeft hem ooit gezien of kan hem zien" (1 Timoteüs 6:16).

### Doorwerking in het christendom
De geloofsbelijdenis van Nicea-Constantinopel noemt de komst van Jezus zoals beschreven in het Nieuwe Testament "incarnatie".
Oosters-orthodoxe kerken vieren het feest van de theofanie op 6 januari, ter gedachtenis van de doop van Jezus, waarbij de Heilige Geest zich openbaarde. De Katholieke Kerk en enkele andere zoals de Lutherse kerken vieren dan de Epifanie / Driekoningen, de "Openbaring van de Heer". 